# Maswar (huyện)
Huyện Maswar là một huyện thuộc tỉnh Amran, Yemen. Đến thời điểm năm 2003, huyện này có dân số 38432 người